# Фталевый ангидрид
Фталевый ангидрид — ангидрид о-фталевой кислоты.

## Физические и химические свойства
Фталевый ангидрид представляет собой бесцветные кристаллы, практически нерастворимые в воде, умеренно растворимые в органических растворителях.
Проявляет свойства ароматических соединений. Со спиртами при нагревании в присутствии серной кислоты образует сложные моно- и диэфиры, с многоатомными спиртами — полиэфиры (алкидные смолы). При хлорировании в бензольное кольцо образует ангидрид тетрахлорфталевой кислоты — мономер для получения самозатухающих смол. При хлорировании ангидридной группы, например, при действии пентахлорида фосфора PCl5, даёт фталоилдихлорид C6H4(COCl)2

## Получение
Фталевый ангидрид получают каталитическим окислением нафталина, а также ортоксилола воздухом в газовой фазе.

## Применение
Фталевый ангидрид является исходным реагентом для получения различных производных фталевой кислоты: её сложных эфиров, фталимида, фталонитрила и др.
Конденсацией фталевого ангидрида с фенолами синтезируют различные красители, например, фенолфталеин. Фталевый ангидрид является сырьём для производства глифталевых и пентафталевых смол и красителей — производных флуоресцеина, родамина и антрахинона, лекарственных средств, например фталазола и фенилина.

## Безопасность
Фталевый ангидрид ядовит, раздражает кожу и слизистые оболочки глаз и носа, способствует заболеванию бронхиальной астмой. ЛД50 145 мг/кг (мыши, перорально); ПДК 1 мг/м3, ПДК (в воде) 0,5 мг/л.